# 加拿大驻中华民国大使馆旧址
加拿大驻中华民国大使馆旧址，位于南京市鼓楼区天竺路3号，为三层民国建筑，1946年至1949年间为加拿大驻中华民国大使馆。

## 历史
1937年前，梁颖文购地2,600.3平方米，兴建三层建筑。1946年4月，加拿大租用此建筑为使馆馆址。1947年5月21日，汤玛士·戴维斯大使来南京赴任。1949年10月1日退租。
1949年后，江渭清、廖汉生先后在此居住。现为南京军区司令部干部住宅。